# اچ‌ام‌اس هاوک (اچ۴۳)
اچ‌ام‌اس هاوک (اچ۴۳) (به انگلیسی: HMS Havock (H43)) یک کشتی بود که طول آن ۳۲۳ فوت (۹۸٫۵ متر) بود. این کشتی در سال ۱۹۳۶ ساخته شد.